# Mehdi Vaezi
Mehdi Vaezi (Azadshahr, 6 marzo 1975) è un ex calciatore iraniano, di ruolo portiere.

## Carriera
Ha sempre giocato nel campionato iraniano.

### Nazionale
Con la maglia della nazionale ha preso parte alla Coppa d'Asia 2000.